# Ponti, Piemonte
Ponti är en ort och kommun i provinsen Alessandria i regionen Piemonte i Italien. Kommunen hade 568 invånare (2018).